# Rui Komatsu
Rui Komatsu (Kochi, 29 augustus 1983) is een Japans voetballer.

## Carrière
Rui Komatsu speelde tussen 2006 en 2011 voor Cerezo Osaka en V-Varen Nagasaki. Hij tekende in 2012 bij Kawasaki Frontale.